# Detelsheim
Koordinaten: 51° 27′ 59″ N, 9° 0′ 10″ O
Detelsheim ist eine Wüstung in der Gemarkung Rhoden der nordhessischen Stadt Diemelstadt.

## Geographische Lage
Der Ort lag auf etwa 260 Meter über Normalhöhennull, östlich von Rhoden.

## Geschichte
Detelsheim wurde mehrfach urkundlich erwähnt:
- Detlegessen, vor (2. Hälfte 14. Jahrhundert) [Ohainski, Lehnregister, S. 50 (102)]
- Detlicher thoer (1479) [Abschrift; Hermann Steinmetz, Die Anfänge des Amtes Rhoden, in: Geschichtsblätter für Waldeck und Pyrmont 52 (1960), S. 42–49, hier S. 47]
- Dettelsen (1596) [ HStAM Bestand 115/04 Nr. Rhoden 136]

In der zweiten Hälfte des 14. Jahrhunderts waren vier Huben Land vor Detelsheim von der Herrschaft Everstein als Lehen ausgetan.